# Castillo de Beersel

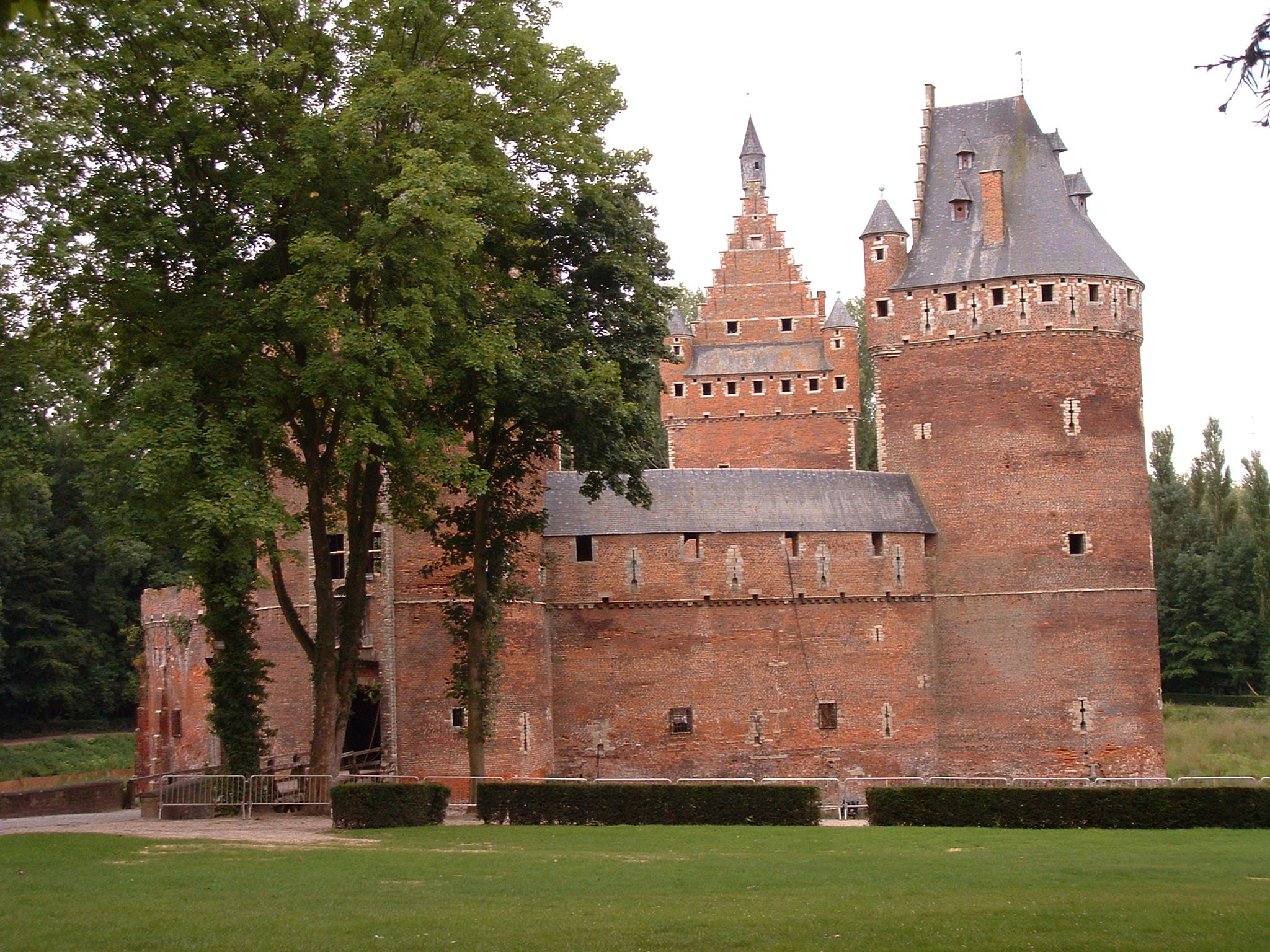
Castillo de Beersel

El castillo de Beersel es una antiguo castillo medieval belga que se encuentra en la población de Beersel, al sur de Bruselas. Tiene tres grandes torres y está rodeado por un ancho foso.

## Historia
El castillo es mencionado por primera vez en el siglo XII. La actual fortaleza fue construida por Godofredo de Hellebeke entre 1300 y 1310 como base defensiva de Bruselas. Durante la guerra de sucesión de los duques de Brabante (1356-57) quedó dañada pero se reparó al poco tiempo. Durante la rebelión contra Maximiliano de Austria, la ciudad de Beersel apoyó a Maximiliano, por lo que en 1489 el castillo fue asediado, tomado y saqueado por las tropas de Bruselas. Fue parcialmente destruido pero de nuevo restaurado pasada la guerra.

## Renovaciones
Se añadió una cubierta (tejado) en el siglo XVII. El castillo quedó abandonado y deshabitado en el siglo XVIII. En 1818, una factoría de algodón ocupó el sitio de la fortaleza. La propiedad pasó, por varios matrimonios, a las familias de los Stalle, de los Witthem, de los Arenberg y de los Merode. En 1928, un miembro de esta última familia donó el castillo a la Liga de Amigos del Castillo de Beersel, quienes lo restauraron. En 1948, se hizo cargo de él la Koninklijke Vereniging der Historische Woonsteden en Tuinen van België ("Real Asociación de Residencias Históricas y Jardines en Bélgica"), que lo arrendó a las autoridades municipales de Beersel.